# Dingi

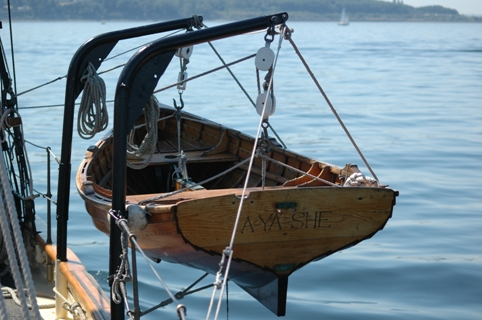
Dingi eines Schoners

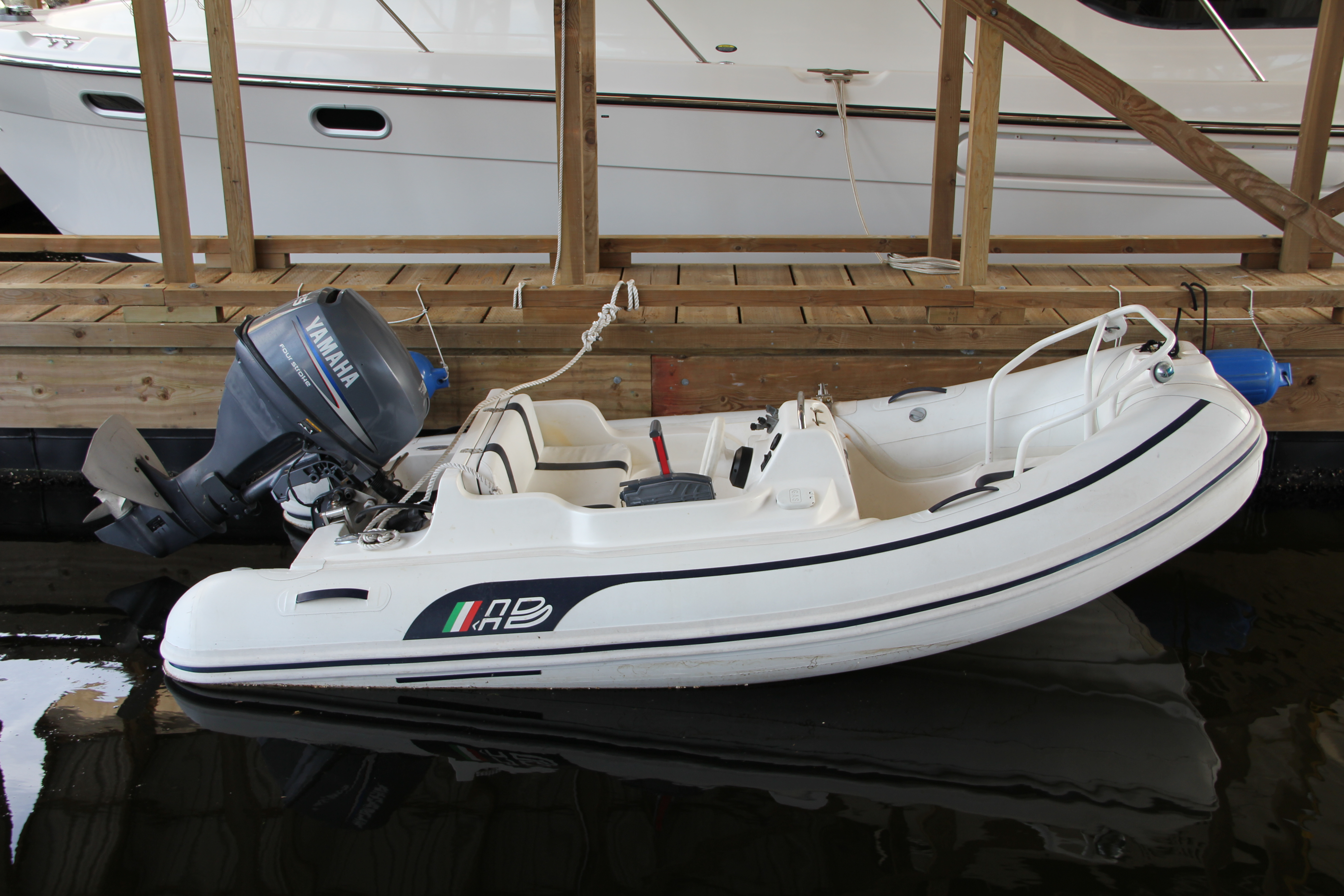
Dingi

Das Dingi (auch Dinghi oder Dinghy sind gebräuchlich) ist ein kleines Beiboot, das von einer einzelnen Person bedient werden kann. Es wird entweder mit einem Außenbordmotor oder mit Riemen angetrieben.
Ursprünglich kommt das Dingi aus Ostindien (Bengalen). Dort bezeichnete man so ein einfaches Plankenboot, das ohne Kiel und Spanten gebaut wurde.
In der britischen Royal Navy und der deutschen Marine bürgerte sich die Bezeichnung Dingi Anfang des 19. Jahrhunderts ein und bezeichnete dort ein kleines Beiboot in Knickspantbauweise. Es wurde von einem Mann gerudert und diente zur Beförderung von Personen. Als Beiboot werden heutzutage häufig Schlauchboote benutzt. Ähnliche Bootstypen gibt es auch in anderen Kulturen, sie werden unter dem englischen Begriff Coracles zusammengefasst. Ein Water Wag ist ein Dingi zum Segeln und zum Rudern.
Im Englischen bezeichnet der Ausdruck sailing dinghy generell eine Jolle. Deshalb enthält die Typbezeichnung von Jollen auch den Namen dinghy. Eine bekannte Rennjollenklasse ist das Internationale 14-Fuß-Dinghy.